# آخوندک چینی
آخوندک چینی (نام علمی: Tenodera sinensis) نام یک گونه از تیره آخوندکان است که زیستگاه اصلی آن، شرق آسیا و جزایر پراکندهٔ اطراف آن است.
آخوندک چینی معمولاً صید پرندگان، زنبور سرخ آسیایی و سایر گونه‌های آخوندک می‌شود.

## نگارخانه

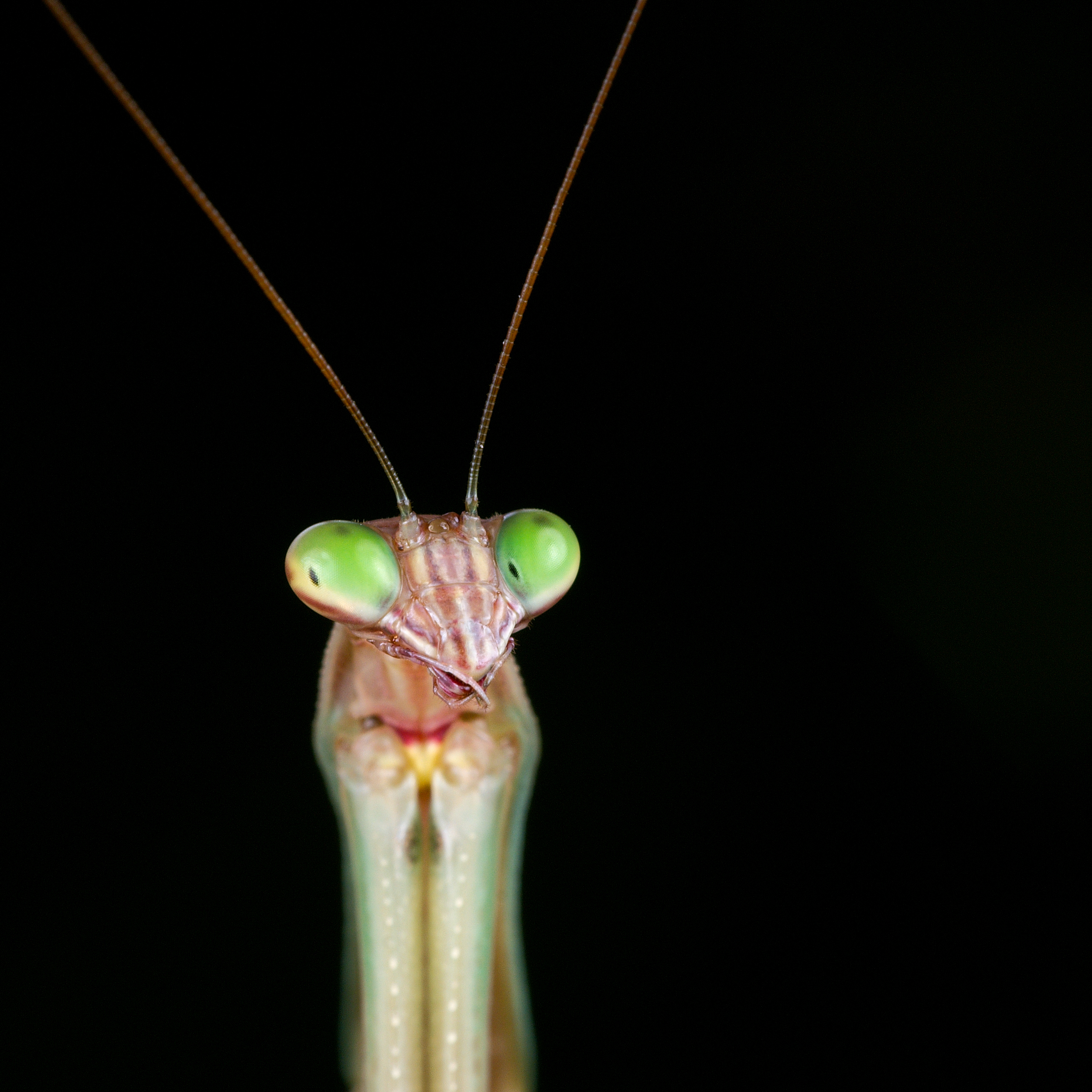
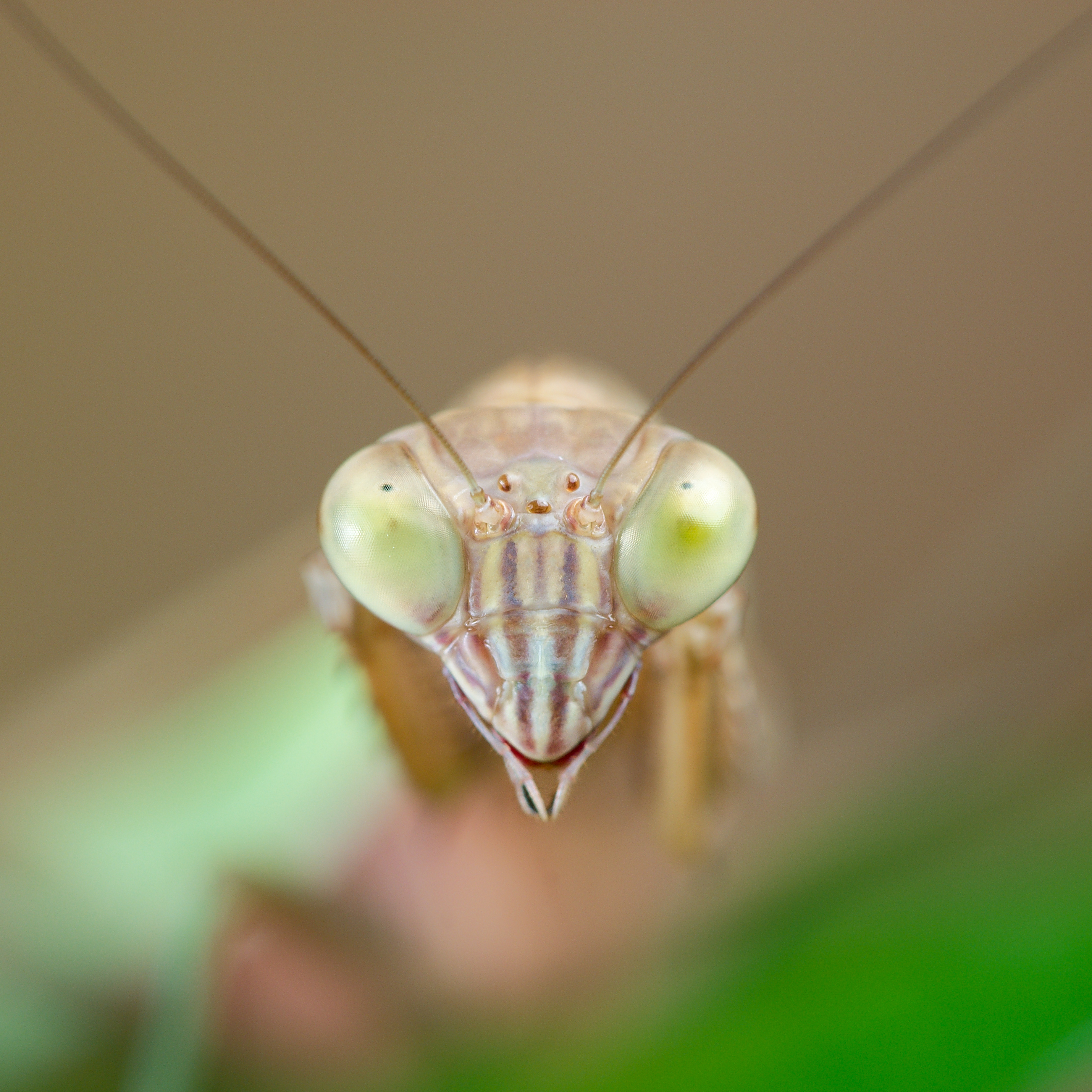
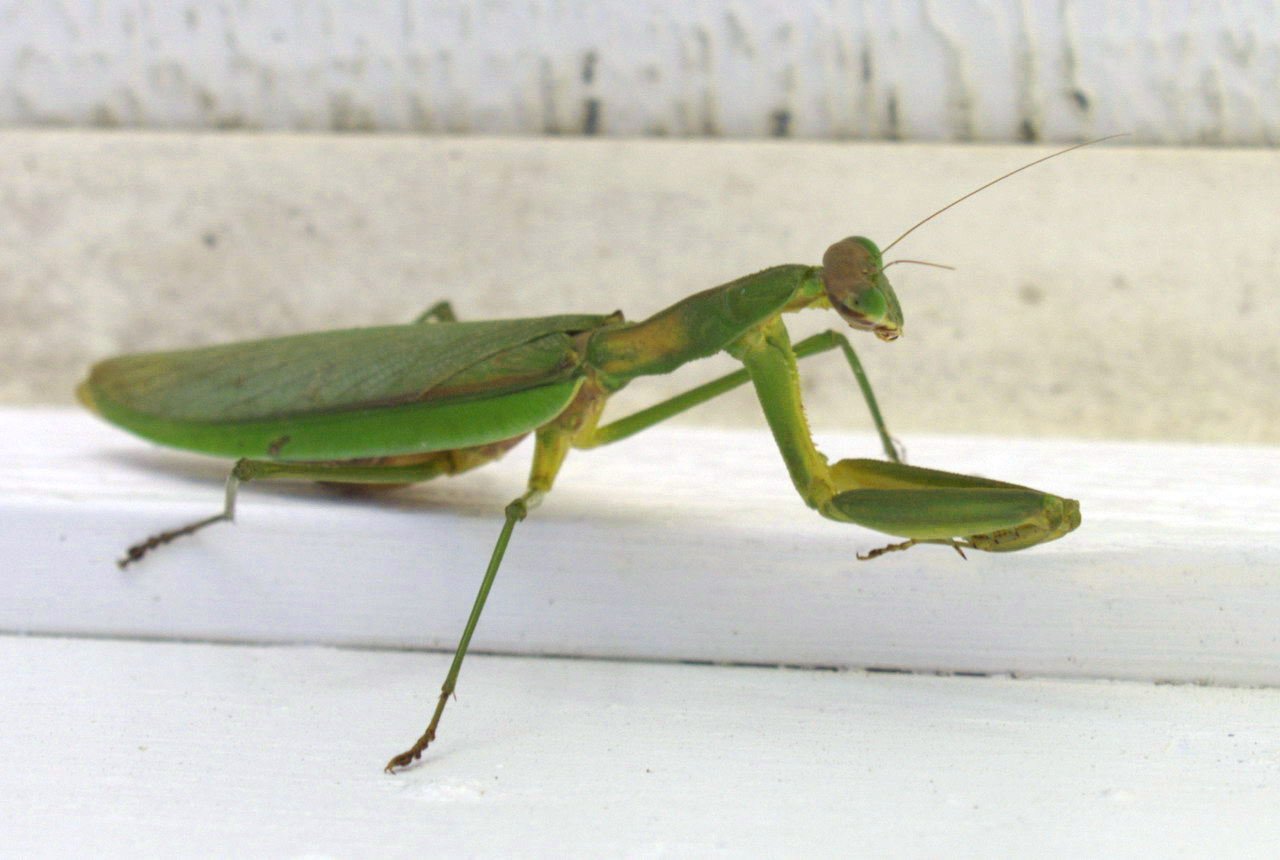
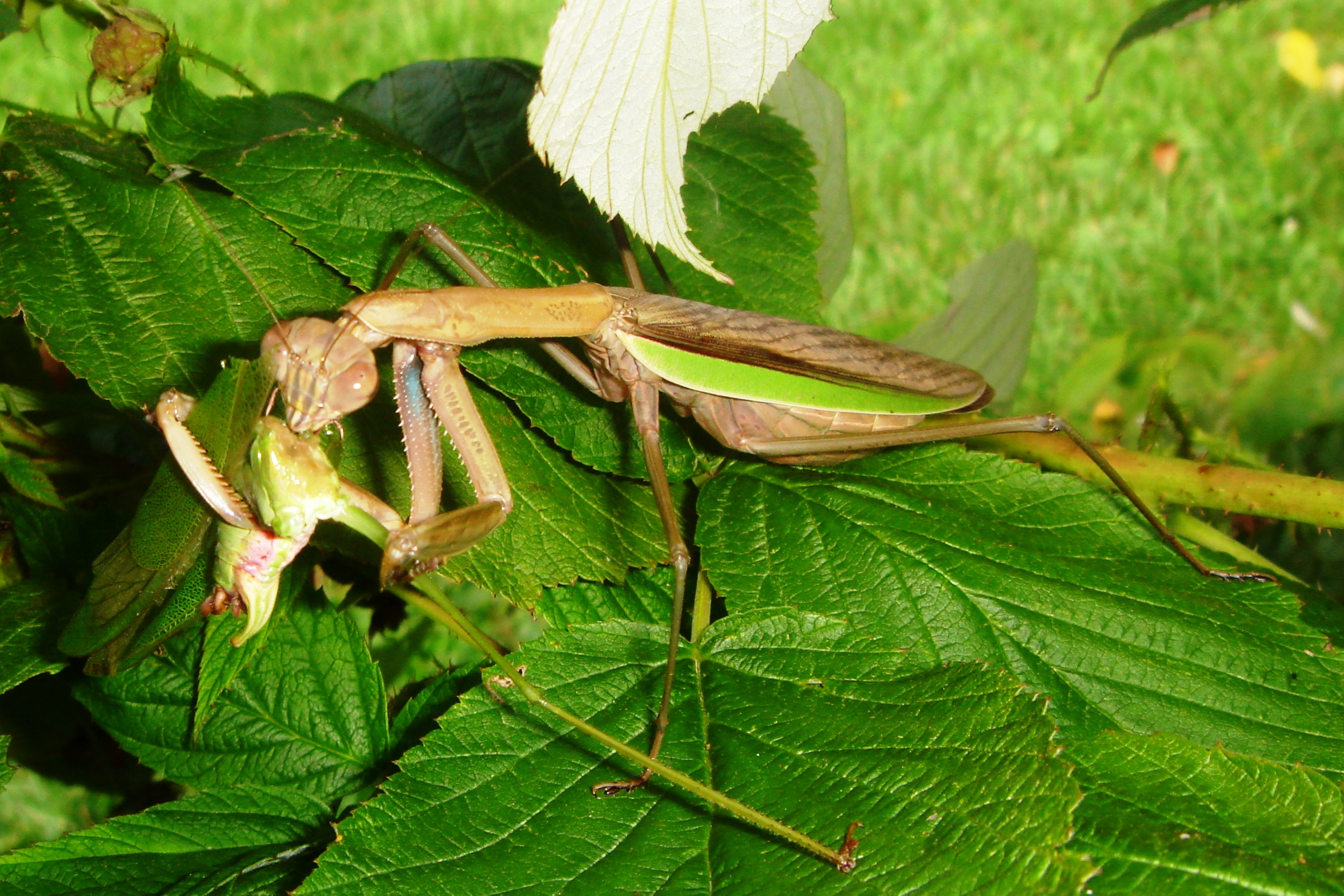
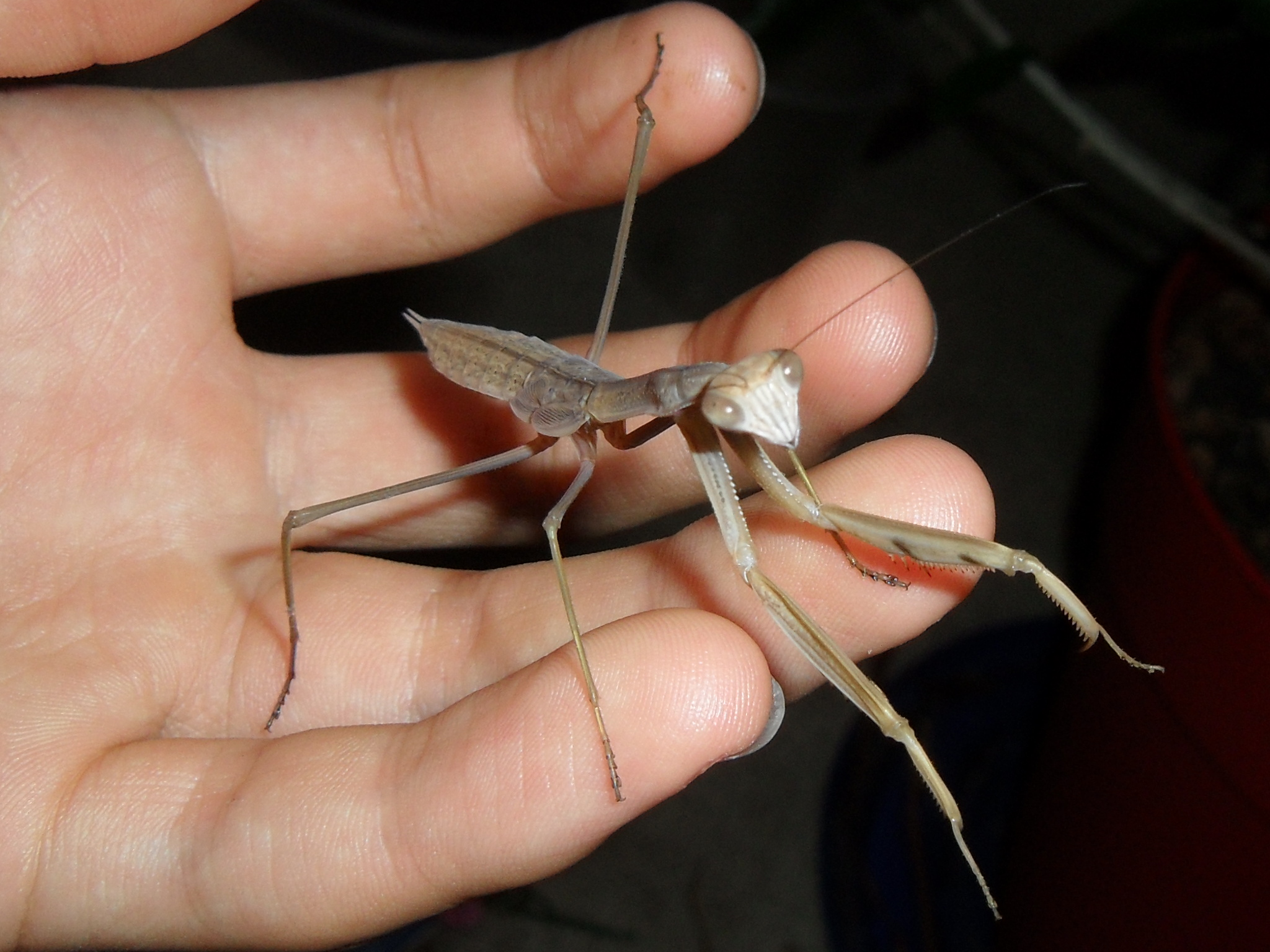